# 多形叉蕨
多形叉蕨（学名：Tectaria polymorpha）为叉蕨科叉蕨属下的一个变种。